# 프세우도앙구스티돈투스
프세우도앙구스티돈투스(학명: Pseudoangustidontus)는 오르도비스기 초기 모로코에서 살았던 후르디아과 방사치류의 한 속(屬)으로 P. duplospineus와 P. izidigua, 총 2종이 기재되어 있으며 어떤 종에 속할지 결정하기 어려운 표본들도 있다. 이 동물은 모로코의 라거슈테테 상태의 화석 발굴지인 페주아타 누층(Fezouata Formation)에서 발견된 것이 유일하며, 이는 이 발굴지의 화석이 예외적으로 보존되어 있음을 의미한다. 부분만 남은 흔적 때문에 분류에 대한 논란이 있었지만, 더 완전한 화석으로 인해 방사치류의 전방부속지인 것으로 판명났다.

## 특징

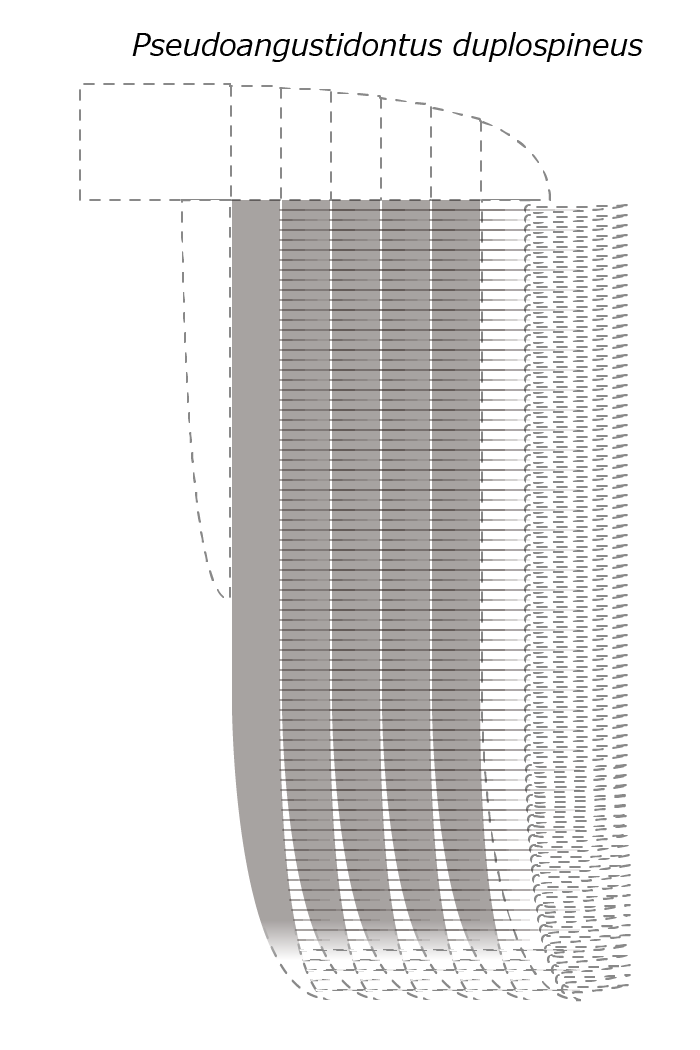
P. duplospineus의 전방부속지 복원도
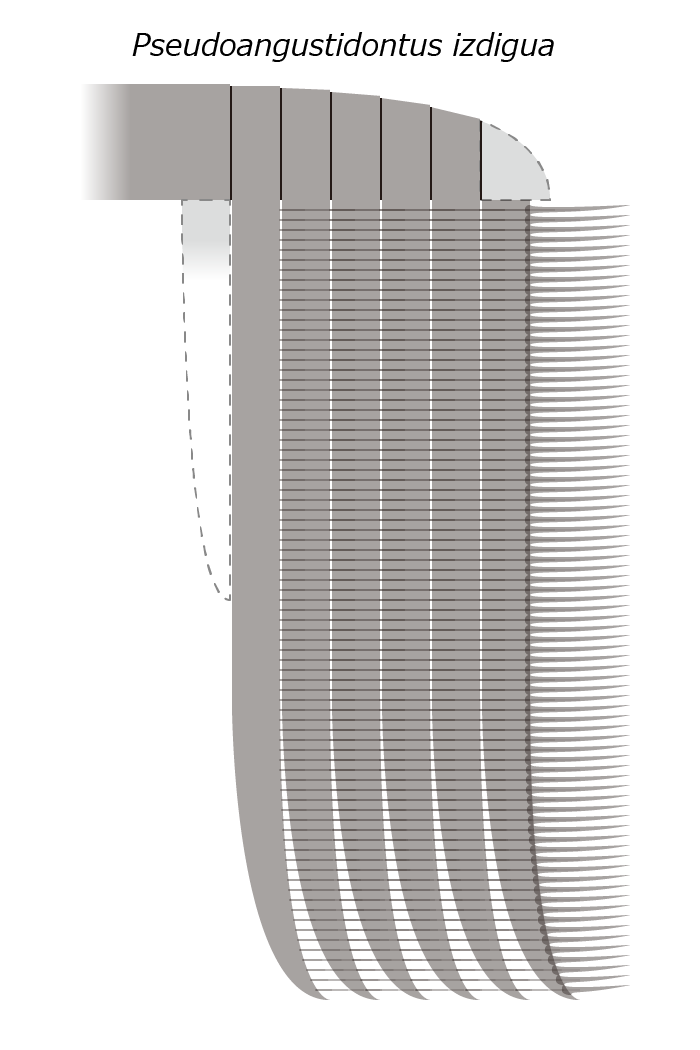
P. izdigua의 전방부속지 복원도
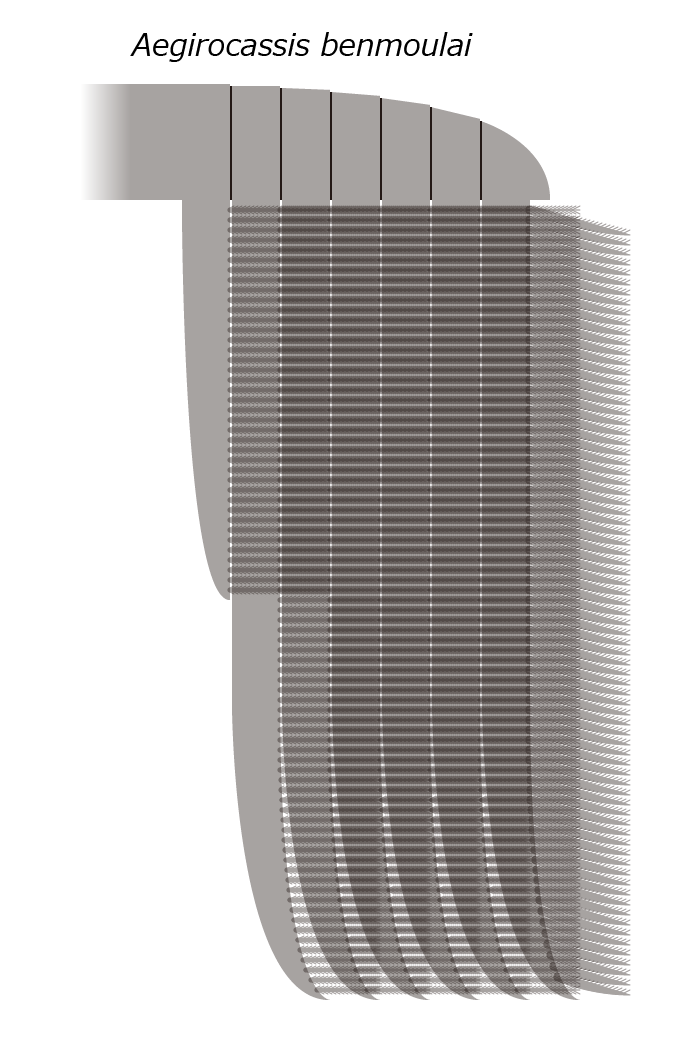
비교군인 아이기로카시스의 전방부속지 복원도

프세우도앙구스티돈투스는 전방부속지만이 유일하게 화석으로 남았다. 이 동물은 갑각의 일부를 보존한 P. izidigua의 모식표본인 MGL 108047_1을 제외하고는 전방부속지만 남아 있다. P. duplospineus의 전방부속지에는 짧거나 긴 센털이 교차하며 짝을 이룬 반면, "P. izdigua"의 경우 그 끝에 모두 같은 길이의 센털이 달려 있다.

## 분류
이 속이 2006년에 기술되었을 때, 유일하게 발견된 화석은 많은 가시를 가지고 있는 떨어져 나간 부속지들이었다. 이로 인해 이 절지동물의 분류 논쟁이 벌어졌으며, 이 생물이 광익류, 방사치류 또는 갑각류의 특성을 가지고 있다는 점이 제기되었다. 2023년 리뷰 논문에서는 후르디아과에 배치되어 있어 의문의 여지가 있었다. 동 해에 새로이 발견된 화석을 발굴 및 발표한 또 다른 논문에서는 공존하던 방사치류인 아이기로카시스와 매우 근연이며 아이기로카시스아과에 속해있음을 밝혀냈다.

## 생태
프세우도앙구스티돈투스속의 무리들은 전방부속지에 수많은 센털이 그물망처럼 달려있어 미생물을 걸러먹던 아이기로카시스와 비슷한 여과 섭식자였던 것으로 특정된다. 프세우도앙구스티돈투스속의 전방부속지에 달린 센털과 그로 이뤄진 그물망의 크기는 약 0.5mm로, 이 속에 속한 두 종 모두 중간 크기의 플랑크톤를 먹었을 것으로 추정되는 아이기로카시스 (0.56mm)보다 약간 작다. 그러나  P. izdigua의 표본의 경우, 직경 약 3mm의 미동정종의 껍데기나 갑각이 센털 사이에 갇혀 있어 그보다 더 큰 먹이를 먹었을 수 있음을 시사한다.

### 내용주
1. ↑  우리말로는 '앙구스티돈투스붙이'를 뜻하는 것으로 앙구스티돈투스는 고생대의 진연갑각류 동물이다.

### 참고주
1. 1 2 3 4 5 6  Potin, G. J.-M.; Gueriau, P.; Daley, A. C. (2023). “Radiodont frontal appendages from the Fezouata Biota (Morocco) reveal high diversity and ecological adaptations to suspension-feeding during the Early Ordovician”. 《Frontiers in Ecology and Evolution》 11. 1214109. doi:10.3389/fevo.2023.1214109.
2. 1 2  Van Roy, Peter; Tetlie, O. Erik (2006). “A spinose appendage fragment of a problematic arthropod from the Early Ordovician of Morocco”. 《Acta Palaeontologica Polonica》 51 (2): 239–246. hdl:1854/LU-347096.
3. ↑  Martin, Emmanuel L.O.; Pittet, Bernard; Gutiérrez-Marco, Juan-Carlos; Vannier, Jean; El Hariri, Khadija; Lerosey-Aubril, Rudy; Masrour, Moussa; Nowak, Hendrik; Servais, Thomas; Vandenbroucke, Thijs R.A.; Van Roy, Peter; Vaucher, Romain; Lefebvre, Bertrand (2016). “The Lower Ordovician Fezouata Konservat-Lagerstätte from Morocco: Age, environment and evolutionary perspectives”. 《Gondwana Research》 34: 274–283. Bibcode:2016GondR..34..274M. doi:10.1016/j.gr.2015.03.009. ISSN 1342-937X.
4. ↑  Van Roy, P.; Orr, P. J.; Botting, J. P.; Muir, L. A.; Vinther, J.; Lefebvre, B.; Hariri, K. E.; Briggs, D. E. G. (2010). “Ordovician faunas of Burgess Shale type”. 《Nature》 465 (7295): 215–8. Bibcode:2010Natur.465..215V. doi:10.1038/nature09038. PMID 20463737. S2CID 4313285.
5. ↑  Potin, Gaëtan J.-M.; Daley, Allison C. (2023). “The significance of Anomalocaris and other Radiodonta for understanding paleoecology and evolution during the Cambrian explosion”. 《Frontiers in Earth Science》 11. doi:10.3389/feart.2023.1160285. ISSN 2296-6463.